# Herculano Alvarado
Herculano Alvarado (1879-1921) fue un pianista y compositor de Guatemala. Fue director del Conservatorio Nacional de Música de Guatemala y es considerado uno de los mejores profesores de piano que ha habido en Guatemala.

## Reseña biográfica
Herculano Alvarado nació en Totonicapán, donde obtuvo su primera instrucción de su padre. Por invitación de Leopoldo Cantilena, director del Conservatorio Nacional de Guatemala, prosiguió sus estudios en ese plantel. En 1893, gracias a la gestión del compositor y director de orquesta Juan Haberle, el joven Alvarado obtuvo una beca del gobierno para realizar estudios superiores de piano en Italia. Gracias a esa beca pudo estudiar en Nápoles con Beni aminoCeci, editor de numerosas obras pianísticas de todos los tiempos. 
Alvarado compuso varias piezas pianísticas de excelente factura, que incluso fueron publicadas en Italia por la editorial Izzo.  A su regreso a la Ciudad de Guatemala, a partir de 1898 Alvarado se desempeñó como profesor de piano en el Conservatorio Nacional de Música, del que fue nombrado director en 1911.  Desempeño el puesto de director hasta la clausura temporal del plantel durante los terremotos de 1917-18. En el período de su administración se instituyeron algunas las cátedras como las de solfeo, canto, piano y arpa para señoritas.
Herculano Alvarado es considerado como uno de los principales pedagogos del piano en Guatemala, por J. Alberto Mendoza, quien fuera uno de sus discípulos más aventajados.

## Obras
- Elektra, vals para piano.
- Tardes de Abril, vals para piano.
- Pensiero melódico, para piano.
- Menuetto, para piano.